# 男と女のあいだには
『男と女のあいだには』（おとことおんなのあいだには）は、五木寛之の小説。及び、毎日放送の制作によりTBS系列で、1982年（昭和57年）7月7日から同年9月29日まで、毎週水曜日22:00 - 22:55の枠で放送されたテレビドラマ（全13話）。

## 概要
小説は1979年に新潮社より出版、のち文庫化。
当時の現代的な夫婦、男女が抱えていた問題を題材とし、その愛情のあり方を考え直すことを主題としてコメディータッチで描いた。
テレビドラマでは劇中で和田アキ子演じる魚目サユリと火野正平演じる萩原一郎がユニットを組んで『水虫ララバイ』という曲を歌い、本作にインパクトを付けていた。

## 内容
伊川治は敏腕コピーライターとして、かつては多くの賞を受賞していた実績を持ちながら、その後は上司の茶越に絞られることもあって、疲れを感じて自信喪失のように見えていた。一方、治の妻・麻理子は家事はまるで苦手な専業主婦。この夫婦の年齢差は10歳差であった。ある日、麻理子は友人のサユリとカラオケに行き、そこで突然カラオケにハマって麻理子はこのまま専業主婦で終わるのかと自分に疑問を持ち始める。そして麻理子はサユリを歌手にし、自分はサユリのマネージャーになろうと思い立つ。

## テレビドラマ

### 出演
- 伊川治：中村敦夫
- 伊川麻理子：中原理恵
- 魚目サユリ：和田アキ子
  - 麻理子の新劇研究生時代の先輩で友人。
- 萩原一郎：火野正平
  - 治の部下で、同じコピーライター。
- 松山：山城新伍
  - 治の友人。
- 華子・マイヤーズ：ホキ徳田
  - 治が企画した「トドの生活」のスポンサーになる。
- 友美：小野みゆき
  - 治の部下。
- 茶越カツ子：谷山衣枝
  - 平介の娘。
- 竹村：高岡健二
  - 治の友人。
- 竹村弘：田島和典
  - 竹村の息子。第11話で麻理子を頼ってやって来て、治が預かることになる。
- 伊川きん：樹木希林
- 茶越平介：西村晃
  - 治の上司。

### スタッフ
- 原作：五木寛之
- プロデューサー：相沢英也、小橋智子、関口静夫[1][5]
- 脚本：窪田篤人、宮内婦貴子
- 音楽：石田勝範[1]
- 演出：信濃正兄、大室清
- 制作著作：テレパック、毎日放送

### 主題歌
- ジョー山中『愛のささやき』
  - 『ゴッドファーザー 愛のテーマ』をカバーした曲[2]。
- 挿入歌：和田アキ子&火野正平『水虫ララバイ』
  - レコード発売は無し。

### 放映リスト
サブタイトルのパターンは全話「仰天○○○ご用心!」となっている。
| 話数 | 放送日        | サブタイトル         | 脚本                 | 演出     |
| ---- | ------------- | -------------------- | -------------------- | -------- |
| 1    | 1982年7月7日  | 仰天女房にご用心！   | 窪田篤人             | 信濃正兄 |
| 2    | 1982年7月14日 | 仰天ベッドにご用心！ | 窪田篤人             | 信濃正兄 |
| 3    | 1982年7月21日 | 仰天妊娠にご用心！   | 窪田篤人             | 信濃正兄 |
| 4    | 1982年7月28日 | 仰天バストにご用心！ | 窪田篤人、宮内婦貴子 | 信濃正兄 |
| 5    | 1982年8月4日  | 仰天水虫ご用心！     | 宮内婦貴子           | 大室清   |
| 6    | 1982年8月11日 | 仰天子連れご用心！   | 宮内婦貴子           | 大室清   |
| 7    | 1982年8月18日 | 仰天缶詰めにご用心！ | 宮内婦貴子           | 信濃正兄 |
| 8    | 1982年8月25日 | 仰天奇人にご用心！   | 宮内婦貴子           | 信濃正兄 |
| 9    | 1982年9月1日  | 仰天出演にご用心！   | 宮内婦貴子           | 大室清   |
| 10   | 1982年9月8日  | 仰天身代りにご用心！ | 宮内婦貴子           | 大室清   |
| 11   | 1982年9月15日 | 仰天子荷物ご用心！   | 宮内婦貴子           | 大室清   |
| 12   | 1982年9月22日 | 仰天年増にご用心！   | 宮内婦貴子           | 大室清   |
| 13   | 1982年9月29日 | 仰天結婚式にご用心！ | 宮内婦貴子           | 大室清   |